# Liste der Kulturdenkmale in Chemnitz-Gablenz
In der Liste der Kulturdenkmale in Chemnitz-Gablenz sind die Kulturdenkmale des Chemnitzer Stadtteils Gablenz verzeichnet, die bis Februar 2022 vom Landesamt für Denkmalpflege Sachsen erfasst wurden (ohne archäologische Kulturdenkmale). Die Anmerkungen sind zu beachten.
Diese Aufzählung ist eine Teilmenge der Liste der Kulturdenkmale in Chemnitz.

## Liste der Kulturdenkmale in Chemnitz-Gablenz
| Bild           | Bezeichnung | Lage | Datierung                                                              | Beschreibung | ID       |
| -------------- | --- | --- | ---------------------------------------------------------------------- | --- | -------- |
|                | Wohnstallhaus eines Bauernhofes | Adelsbergstraße 26 (Karte) | Um 1800                                                                | Stattliches Wohnstallhaus mit markantem Steildach, ursprüngliche Fachwerkkonstruktion des Obergeschosses rückwärtig und an den Giebelseiten erhalten, Zeuge der ehemaligen ländlichen Bebauung von Gablenz in relativer Nähe zum Stadtzentrum, baugeschichtlich von Bedeutung | 09203887 |
| Weitere Bilder | Schule mit rückwärtig angebauter Turnhalle | Adelsbergstraße 90 (Karte) | Ende 19. Jahrhundert (Schule); Anfang 20. Jahrhundert (Schulturnhalle) | Platzbeherrschendes Schulgebäude mit klar strukturierter, klassizisierender Fassade, ortsgeschichtlich von Bedeutung | 09203953 |
|                | Wohnhaus in offener Bebauung | Adelsbergstraße 94 (Karte) | Letztes Drittel 19. Jahrhundert                                        | Einfacher Wohnbau, Zeuge einer frühen vorstädtischen Bebauung im Ortskern von Gablenz, Originalputz, ortsentwicklungsgeschichtlich von Bedeutung | 09203967 |
|                | Wohnhaus in offener Bebauung | Adelsbergstraße 94a (Karte) | 1901                                                                   | Qualitätvoller Wohnbau in markanter Lage, weitgehend unveränderte gründerzeitliche Klinkerfassade, baugeschichtlich von Bedeutung | 09203966 |
| Weitere Bilder | Dreiseithof mit zwei Wohnhäusern und Scheune | Adelsbergstraße 97 (Karte) | 2. Drittel 19. Jahrhundert                                             | Geschlossen erhaltene, gutsartige Hofanlage, Wohngebäude gemauert mit mäßig steilen Satteldächern, Scheune holzverschalt, baugeschichtlich von Bedeutung | 09203969 |
|                | Wohnstallhaus | Adelsbergstraße 126 (Karte) | 1. Drittel 19. Jahrhundert                                             | Freistehendes Wohnstallhaus in ländlichen Formen, Zeuge der älteren Bebauung des Ortsteils, baugeschichtlich von Bedeutung | 09203949 |
| Weitere Bilder | Kriegersiedlung Ostheim mit „Georgenhof“ (Sachgesamtheit) | Am Wiesengrund 1–13 (Georgenhof 1–4) (Karte) | 1919–1920 (Heimstätten Ostheim); 1925–1926 (Wohnhäuser Georgenhof)     | Sachgesamtheit Kriegersiedlung Ostheim mit „Georgenhof“: bestehend aus dem Wohnhof „Georgenhof“ mit Steinbogen zwischen den Häusern (Siehe Georgenhof 1–4, 09203319) und 13 Mehrfamilienreihenhäusern – zweizeilig entlang der Straße Am Wiesengrund (Nr. 1–13 ungerade und Nr. 2–12 gerade, Sachgesamtheitsteile). Teile einer größeren, ab 1919 in mehreren Etappen von der Chemnitzer Kriegersiedlung Gemeinnützigen G.m.b.H. errichteten Wohnanlage, wichtiger traditionalistischer Siedlungskomplex mit qualitätvoller Raumbildung und anspruchsvoller Detailgestaltung, von stadtgeschichtlichem, baugeschichtlichem und städtebaulichem Wert. | 09203305 |
|                | Villa mit Garten und Resten der Einfriedung | Arthur-Strobel-Straße 1 (Karte) | Um 1910                                                                | Villenbau von herausragender Qualität in außergewöhnlich gutem Erhaltungszustand, im Reformstil der Zeit um 1910, baugeschichtlich von Bedeutung | 09203968 |
| Weitere Bilder | Wohnstallhaus und Seitengebäude eines ehemaligen Dreiseithofes | Arthur-Strobel-Straße 3 (Karte) | 2. Drittel 19. Jahrhundert                                             | Wohnstallhaus und Seitengebäude mit teils sichtbarem, teils verborgenem Fachwerk in den Obergeschossen, Zeuge der ländlich geprägten älteren Bebauung des Ortsteils, baugeschichtlich von Bedeutung | 09203950 |
| Weitere Bilder | Mietshaus in ehemals geschlossener Bebauung in Ecklage | Augustusburger Straße 102 (Karte) | Um 1905                                                                | Anspruchsvoll gestalteter Mietsbau in beherrschender städtebaulicher Situation zwischen Uferstraße und Augustusburger Straße, markanter Bauschmuck, baugeschichtlich von Bedeutung | 09203889 |
|                | Wohnhaus eines Bauernhofes | Augustusburger Straße 228 (Karte) | 2. Viertel 19. Jahrhundert                                             | Freistehendes ländliches Wohnhaus von stattlichen Ausmaßen, vermutlich Rest eines Dreiseithofes, baugeschichtlich von Bedeutung | 09203946 |
|                | Villa mit Vorgarten | Augustusburger Straße 234 (Karte) | Ende 19. Jahrhundert                                                   | Baugeschichtlich von Bedeutung, ausgewogen gegliederter Gründerzeitbau, mit Stilelementen der Neorenaissance, Gliederungselemente in Porphyr, baugeschichtlich von Bedeutung | 09302932 |
|                | Seitengebäude und Scheune eines ehemaligen Dreiseithofes | Augustusburger Straße 260 (Karte) | 1. Drittel 19. Jahrhundert                                             | Wirtschaftsgebäude einer Hofanlage, teils mit Sichtfachwerk, baugeschichtlich von Bedeutung | 09203948 |
|                | Mietshaus in offener Bebauung | Augustusburger Straße 272 (Karte) | 1914                                                                   | Anspruchsvoller Putzbau im Reformstil, baugeschichtlich und ortsentwicklungsgeschichtlich von Bedeutung. Das frei stehende Mietshaus wurde 1914 nach Plänen des Architekten G. Mehnert errichtet. Bauherr war Bruno Reupert. Dreigeschossiger Putzbau mit Fassadengestaltung im Reformstil über unregelmäßigem Grundriss. Hochparterre mit Putznutung, optisch durch Gesims abgeschlossen. Hauptfront nach Osten durch zweigeschossigen Rechteckerker dominiert, der im Dachbereich in Zwerchhaus mit Dreiecksgiebel übergeht. Die abgerundete Gebäudeecke erkerartig betont. Weitere Gliederung durch Erker über beide Obergeschosse an der nördlichen Fassade mit geometrischer und stilisierter Putzgliederung. Eingang an der Westseite mit massivem Vorhaus, dort originale Hauseingangs- und Schwingtür zum Treppenhaus sowie farbige Bleiverglasung. Mansarddach. Rückwärtig verglaste Holzveranden über alle drei Geschossebenen. Zur Bedeutung des Denkmalwerts trägt auch wesentlich die original erhaltene Innenausstattung bei: originales Treppenhaus mit schmiedeeisernem Geländer und hölzernem Handlauf, originale Fenstern mit farbiger Bleiverglasung und Wohnungseingangstüren. In den Wohnungen originale Zimmertüren, Scheiben zum Teil mit Facettenschliff, Stuckdecken mit geometrischem Ornament sowie Doppelfenster. Das Mietshaus ist ein Zeugnis der örtlichen Bauentwicklung im frühen 20. Jahrhundert, die durch eine bereits im 19. Jahrhundert einsetzende Verstädterung des einstigen Waldhufendorfes Gablenz geprägt war. Hierdurch erlangt das Gebäude ortsentwicklungsgeschichtliche Aussagekraft. Als charakteristisches Beispiel des Reformstils besitzt das Mietshaus mit seiner bemerkenswerten Innenausstattung auch baugeschichtliche Bedeutung. | 09306629 |
| Weitere Bilder | Wohnstallhaus, Seitengebäude und Scheune eines Dreiseithofes | Augustusburger Straße 306 (Karte) | 2. Drittel 19. Jahrhundert                                             | Wenig veränderte bäuerliche Hofanlage in zeittypischen Formen, baugeschichtlich von Bedeutung | 09203942 |
| Weitere Bilder | Germania-Brauerei, mit Vorgarten und Einfriedung | Augustusburger Straße 329 (Karte) | Ende 19. Jahrhundert; um 1900                                          | Aus zwei unterschiedlichen Bauphasen geschlossen erhaltener Komplex von Produktionsgebäuden einer Brauerei inklusive Schornstein, architektonisch wertvolle Putzbauten mit Backsteingliederung, qualitätvolle Details, geschickte Ausnutzung eines dreieckigen Grundstücks, technikhistorisch und ortsgeschichtlich von Bedeutung | 09203947 |
|                | Mietshaus in ehemals geschlossener Bebauung | Bernhardstraße 51 (Karte) | 1901                                                                   | Qualitätvoller gründerzeitlicher Mietbau mit straffer, mittenbetonter Fassadengliederung, gleiche Gestaltung wie Nr. 53, baugeschichtlich von Bedeutung | 09203898 |
|                | Mietshaus in geschlossener Bebauung | Bernhardstraße 53 (Karte) | 1901                                                                   | Qualitätvoller gründerzeitlicher Mietbau mit straffer, mittenbetonter Fassadengliederung, gleiche Gestaltung wie Nr. 51, baugeschichtlich von Bedeutung | 09302804 |
|                | Mietshaus in geschlossener Bebauung in Ecklage | Bernhardstraße 54 (Karte) | 1902                                                                   | Anspruchsvoll gestalteter Mietsbau mit markanter Eckakzentuierung, reicher Bauschmuck, Vestibül mit Pilastergliederung und Deckenstuck, baugeschichtlich von Bedeutung | 09203888 |
|                | Villa Reinecker (mit seitlichem Anbau), Garten und Einfriedung | Bernhardstraße 71 (Karte) | Bezeichnet mit 1890/1891                                               | Hochwertiger Villenbau mit aufwendiger Fassadengliederung und Bauschmuck in Neorenaissanceformen, angesetzter Turm betont markante Hanglage, großer Saalanbau mit repräsentativ gestalteter Eingangsfront, gut erhaltene schmiedeeiserne Einfriedung, erbaut als Wohnsitz der Fabrikantenfamilie Reinecker (Inhaber der Werkzeugmaschinenfabrik J. E. Reinecker), baugeschichtlich von Bedeutung | 09203883 |
|                | Mietshaus in offener Bebauung | Bernhardstraße 92 (Karte) | Bezeichnet mit 1894                                                    | Schlichter gründerzeitlicher Mietsbau in Neorenaissanceformen, reich gegliederter Dachaufbau, baugeschichtlich von Bedeutung | 09302996 |
|                | Villa mit Garten | Bernhardstraße 98 (Karte) | 1909                                                                   | Qualitätvolle Villa in reizvoller Ecklage, belebte Fassadengliederung in ländlichen Formen, markantes Turmmotiv, baugeschichtlich von Bedeutung | 09203926 |
|                | Mietshaus in Ecklage und halboffener Bebauung | Bernhardstraße 102 (Karte) | 1909                                                                   | Mit Laden, zeittypischer spätgründerzeitlicher Putzbau mit schlichtem Fassadendekor, baugeschichtlich von Bedeutung | 09203815 |
|                | Mietshaus in halboffener Bebauung | Bernhardstraße 103 (Karte) | Um 1900                                                                | Schlichter Etagenwohnbau mit zurückhaltender Fassadengestaltung in Neorenaissanceformen, baugeschichtlich von Bedeutung | 09203908 |
|                | Mietshaus in geschlossener Bebauung | Bernhardstraße 104 (Karte) | Um 1900                                                                | Zeittypisches gründerzeitliches Gebäude in Klinkermischbauweise, baugeschichtlich von Bedeutung | 09203816 |
|                | Mietshaus in geschlossener Bebauung | Bernhardstraße 106 (Karte) | Um 1900                                                                | Zeittypischer gründerzeitlicher Bau in Klinkermischbauweise, baugeschichtlich von Bedeutung | 09203817 |
|                | Mietshaus in geschlossener Bebauung | Bernhardstraße 107 (Karte) | Bezeichnet mit 1904                                                    | Schlichter späthistoristischer Klinkerbau mit interessanten sandsteinernen Dekorformen, baugeschichtlich von Bedeutung | 09302997 |
|                | Mietshaus in geschlossener Bebauung | Bernhardstraße 108 (Karte) | Um 1900                                                                | Zeittypischer gründerzeitlicher Bau in Klinkermischbauweise, baugeschichtlich von Bedeutung | 09203818 |
|                | Mietshaus in geschlossener Bebauung | Bernhardstraße 110 (Karte) | 1900                                                                   | Schlichter Etagenwohnbau mit zurückhaltendem Fassadendekor, erhaltenswert als Teil einer gründerzeitlichen Zeilenbebauung, baugeschichtlich von Bedeutung | 09203918 |
|                | Mietshaus in Ecklage in ehemals geschlossener Bebauung | Bernhardstraße 111 (Karte) | 1905                                                                   | schlichtes Etagenwohnhaus mit qualitätvollem Dekorsystem und Jugendstilanklängen von baugeschichtlichem und städtebaulichem Wert | 09203909 |
|                | Mietshaus in geschlossener Bebauung in Ecklage | Bernhardstraße 112 (Karte) | Bezeichnet mit 1909                                                    | Qualitätvoller Mietbau in städtebaulich reizvoller Lage an der Andreaskirche, sparsamer Fassadenschmuck, baugeschichtlich von Bedeutung | 09203917 |
|                | Mietshaus in geschlossener Bebauung | Bernhardstraße 115 (Karte) | Um 1900                                                                | Klar strukturierter Mietbau mit anspruchsvollem Fassadendekor in Neorenaissanceformen, repräsentative Einfahrtstür, baugeschichtlich von Bedeutung. Breitgelagerter, dreigeschossiger Klinkerbau mit Werksteingliederungen und -gesimsen, erstes Obergeschoss mit Mittelachse, betont durch aufwendigere Fensterverdachungen. Im Erdgeschoss markantes Doppelfenster mit Pfeiler, eventuell ursprünglich Schaufenster. Großes originales Tor mit Oberlicht seitlich. Satteldach mit Reihung originaler Dachhäuschen zwischen seitlich angeordneten Dacherkern mit Obeliskenbekrönung. Das Gebäude ist Teil einer zeitgleich errichteten Straßenzeile und dokumentiert u. a. somit die städtebauliche Entwicklung der Stadt Chemnitz. Als typisches Beispiel seiner Entstehungszeit erlangt das Mietshaus zugleich baugeschichtliche Bedeutung. | 09203916 |
|                | Mietshaus in geschlossener Bebauung | Bernhardstraße 118 (Karte) | Bezeichnet mit 1911                                                    | Schlichter Mietbau mit symmetrisch aufgebauter Fassade in betonter Vertikalgliederung, zurückhaltende Putzdekoration in Formen des geometrischen Jugendstils, baugeschichtlich von Bedeutung | 09203897 |
| Weitere Bilder | Wohnhaus (zwei Hausnummern, mit Geibelstraße 74 baulich verbunden) der Gartenstadt Gablenz-Siedlung (Einzeldenkmal der Sachgesamtheit 09301604) | Blumensteig 1, 3 (Karte) | Um 1920                                                                | Einzeldenkmal der Sachgesamtheit Gartenstadt Gablenz-Siedlung; von der Allgemeinen Baugenossenschaft für Chemnitz und Umgebung, der ältesten Chemnitzer Baugenossenschaft, errichtet, zeittypischer Putzbau von baugeschichtlichem, sozialgeschichtlichem und städtebaulichem Wert | 09302866 |
| Weitere Bilder | Zwei Wohnhäuser (Carl-von-Ossietzky-Straße Nr. 44/46 und 48/50) einer Wohnanlage (Einzeldenkmale der Sachgesamtheit 09302606) | Carl-von-Ossietzky-Straße 44, 46, 48, 50 (Karte) | 1925 und später                                                        | Einzeldenkmale der Sachgesamtheit Siedlung Clausstraße; qualitätvolles Beispiel genossenschaftlichen Wohnungsbaus um 1930, siehe auch unter Clausstraße 89–115, Frühlichtweg 1/3, Grüner Winkel 1–6, Heimgarten 1–6, städtebaulich und baugeschichtlich von Bedeutung | 09205687 |
|                | Mehrfamilienhaus (mit drei Eingängen) | Carl-von-Ossietzky-Straße 141, 143, 145 (Karte) | 1928–1929                                                              | Bestandteil einer Siedlungsanlage, schlichter Putzbau mit Klinkerdekorationen, siehe auch unter Carl-von-Ossietzky-Straße 147/149 und Kreherstraße 80–86, städtebaulich von Bedeutung | 09205992 |
|                | Mehrfamilienhaus (mit zwei Eingängen) | Carl-von-Ossietzky-Straße 147, 149 (Karte) | 1928–1929                                                              | Bestandteil einer Siedlungsanlage, schlichter Putzbau von städtebaulichem Wert, siehe auch unter Carl-von-Ossietzky-Straße 141–145 und Kreherstraße 80–86 | 09205994 |
|                | Mietshaus in geschlossener Bebauung | Charlottenstraße 48 (Karte) | 1904                                                                   | Qualitätvoller Mietbau in Klinkermischbauweise, fein nuancierter Dekor mit Jugendstilanklängen, baugeschichtlich von Bedeutung | 09203922 |
|                | Mietshaus in geschlossener Bebauung | Charlottenstraße 50 (Karte) | 1904                                                                   | Qualitätvoller Mietsbau mit ausgewogener Fassadengliederung, Jugendstilanklänge, baugeschichtlich von Bedeutung | 09203808 |
| Weitere Bilder | Schule und Turnhalle im Hof (Albrecht-Dürer-Schule, ehemals Charlottenschule) | Charlottenstraße 52 (Karte) | 1900                                                                   | Markant gelegener, hochaufragender Klinkerbau mit strenger Fassadengliederung in klassizisierenden Formen, ortsgeschichtlich und baugeschichtlich von Bedeutung | 09203921 |
|                | Mietshaus in geschlossener Bebauung | Charlottenstraße 77 (Karte) | Bezeichnet mit 1912                                                    | Zeittypischer Mietbau mit symmetrisch aufgebauter Fassade und differenziertem Dekor, Teil einer einheitlich gestalteten Hauszeile im Reformstil der Zeit um 1910, baugeschichtlich von Bedeutung | 09203920 |
|                | Mietshaus in geschlossener Bebauung | Charlottenstraße 79 (Karte) | Bezeichnet mit 1912                                                    | Zeittypischer Mietbau mit symmetrisch aufgebauter Fassade und differenziertem Dekor, Teil einer einheitlich gestalteten Hauszeile im Reformstil der Zeit um 1910, baugeschichtlich von Bedeutung | 09203912 |
|                | Mietshaus in geschlossener Bebauung | Charlottenstraße 81 (Karte) | 1912                                                                   | Schlichter Mietbau mit klar gegliederter Fassade, Teil einer einheitlich gestalteten Hauszeile im Reformstil der Zeit um 1910, baugeschichtlich von Bedeutung | 09203957 |
|                | Mietshaus in geschlossener Bebauung | Charlottenstraße 83 (Karte) | 1912                                                                   | Zeittypischer Mietbau mit symmetrischer Fassadengliederung und zurückhaltendem Dekor, Teil einer einheitlich gestalteten Hauszeile im Reformstil der Zeit um 1910, baugeschichtlich von Bedeutung | 09203958 |
|                | Mietshaus in geschlossener Bebauung | Charlottenstraße 85 (Karte) | 1912                                                                   | Zeittypischer Mietbau mit symmetrischer Fassadengliederung und zurückhaltendem, akzentuiert angebrachtem Dekor, Teil einer einheitlich gestalteten Hauszeile im Reformstil der Zeit um 1910, baugeschichtlich von Bedeutung | 09203954 |
| Weitere Bilder | Wohnhauszeile (mit Geibelstraße 20–24a baulich verbunden) der Gartenstadt Gablenz-Siedlung (Einzeldenkmal der Sachgesamtheit 09301604) | Charlottenstraße 108, 110 (Karte) | Um 1928                                                                | Einzeldenkmal der Sachgesamtheit Gartenstadt Gablenz-Siedlung; von der Allgemeinen Baugenossenschaft für Chemnitz und Umgebung, der ältesten Chemnitzer Baugenossenschaft, errichtet, zeittypischer Putzbau von baugeschichtlichem, sozialgeschichtlichem und städtebaulichem Wert | 09203798 |
| Weitere Bilder | Siedlung Clausstraße (Sachgesamtheit) | Clausstraße 89–115, ungerade (Carl-von-Ossietzky-Straße 44, 46, 48, 50; Grüner Winkel 1–6; Heimgarten 1–6; Frühlichtweg 1, 3) (Karte)                                                             | 1925 und später                                                        | Sachgesamtheit Siedlung Clausstraße, mit folgenden Einzeldenkmalen: elf Wohnblöcke einer Wohnanlage, Carl-von-Ossietzkystraße 44–50 (siehe 09205687), Clausstraße 89–115 (siehe 09205707), Frühlichtweg 1/3 (siehe 09205708), Grüner Winkel 1–6 (siehe 09205735), Heimgarten 1–6 (siehe 09205747) sowie Straßen- und Wohngrün sowie Verbindungsmauern, Vorgärten und Einfassungen als Sachgesamtheitsteile; qualitätvolles Beispiel genossenschaftlichen Wohnungsbaus um 1930, städtebaulich und baugeschichtlich von Bedeutung | 09302606 |
| Weitere Bilder | Vier Wohnhauszeilen (Nr. 89–93, ungerade, 95/97, 99–111, ungerade, und 113/115) einer Wohnanlage (Einzeldenkmale der Sachgesamtheit 09302606) | Clausstraße 89–115 (ungerade) (Karte) | 1925 und später                                                        | Einzeldenkmale der Sachgesamtheit Siedlung Clausstraße; qualitätvolles Beispiel genossenschaftlichen Wohnungsbaus um 1930, siehe auch unter Carl-von-Ossietzkystraße 44–50, Frühlichtweg 1/3, Grüner Winkel 1–6, Heimgarten 1–6, städtebaulich und baugeschichtlich von Bedeutung | 09205707 |
|                | Mietshaus in geschlossener Bebauung in Ecklage, mit Vorgarten zur Reineckerstraße | Dürerstraße 62 (Karte) | 1906                                                                   | Mit Laden, qualitätvoller spätgründerzeitlicher Mietsbau mit klar gegliederter Fassade und differenziertem Dekorsystem, baugeschichtlich von Bedeutung | 09203884 |
|                | Mietshaus in Ecklage in vormals geschlossener Bebauung | Dürerstraße 70 (Karte) | 1908                                                                   | Qualitätvoller Mietsbau mit markanter Eckbetonung, baugeschichtlich von Bedeutung | 09203931 |
| Weitere Bilder | Spartenheim der Kleingartenanlage „Zum Jungborn“ am Forsthaus | Eubaer Straße 90 (Karte) | Um 1930                                                                | Bester Vertreter dieser zeittypischen Bauaufgabe in Chemnitz, anspruchsvoll gestaltete Holzarchitektur im Stil der Neuen Sachlichkeit, nahezu unverändert erhalten, vermutlich innen noch Teile der originalen Ausstattung vorhanden, ortsgeschichtlich von Bedeutung | 09203970 |
|                | Mietshaus in geschlossener Bebauung in Ecklage | Fichtestraße 35 (Karte) | 1905                                                                   | Einfacher Mietbau mit lagebetonter Fassadengliederung und reichem Dekor, als markanter Eckbau wichtig im Erscheinungsbild der angrenzenden Kantstraße, baugeschichtlich von Bedeutung | 09203894 |
|                | Mietshaus in geschlossener Bebauung | Fichtestraße 37 (Karte) | 1905                                                                   | Qualitätvoller Mietbau mit anspruchsvollem Dekorsystem in Neorenaissanceformen, baugeschichtlich von Bedeutung | 09203936 |
|                | Mietshaus in geschlossener Bebauung | Fichtestraße 39 (Karte) | 1906                                                                   | Qualitätvoller Mietbau mit symmetrischer Fassadengliederung und anspruchsvollem Dekor, baugeschichtlich von Bedeutung | 09203937 |
|                | Mietshaus in geschlossener Bebauung | Fichtestraße 41 (Karte) | 1908                                                                   | Qualitätvoller Mietbau mit symmetrischem Fassadenaufbau und fein nuanciertem Dekor, Jugendstilanklänge, baugeschichtlich von Bedeutung | 09203938 |
|                | Mietshaus in geschlossener Bebauung | Fichtestraße 43 (Karte) | 1910                                                                   | Qualitätvoller Mietsbau, Jugendstilelemente, symmetrische Fassadengliederung, baugeschichtlich von Bedeutung | 09203803 |
|                | Mietshaus in geschlossener Bebauung konzipiert | Fichtestraße 44 (Karte) | 1907                                                                   | Qualitätvoller Mietbau mit zurückhaltendem Dekorsystem, baugeschichtlich von Bedeutung | 09203939 |
|                | Mietshaus in geschlossener Bebauung | Fichtestraße 45 (Karte) | 1910                                                                   | Qualitätvoller Mietsbau, symmetrische Fassadenkomposition, Jugendstilformen, baugeschichtlich von Bedeutung | 09203802 |
| Weitere Bilder | Mietshaus in geschlossener Bebauung | Fröbelstraße 2 (Karte) | 1903                                                                   | Qualitätvoller Gründerzeitbau in Klinkermischbauweise, von städtebaulichem Wert, am Andreaskirchplatz gelegen, baugeschichtlich von Bedeutung | 09203819 |
|                | Mietshaus in geschlossener Bebauung | Fröbelstraße 4 (Karte) | 1904                                                                   | Zeittypischer gründerzeitlicher Klinkerbau in gutem Originalzustand, von städtebaulichem Wert, am Andreaskirchplatz gelegen, städtebaulich und baugeschichtlich von Bedeutung | 09203820 |
| Weitere Bilder | Wohnhaus (Nr. 1/3) einer Wohnanlage (Einzeldenkmal der Sachgesamtheit 09302606) | Frühlichtweg 1, 3 (Karte) | 1925 und später                                                        | Einzeldenkmal der Sachgesamtheit Siedlung Clausstraße; qualitätvolles Beispiel genossenschaftlichen Wohnungsbaus um 1930, siehe auch unter Carl-von-Ossietzkystraße 44–50, Clausstraße 89–115, Grüner Winkel 1–6, Heimgarten 1–6, städtebaulich und baugeschichtlich von Bedeutung | 09205708 |
| Weitere Bilder | Mietshaus in halboffener Bebauung mit Vorgarten | Geibelstraße 4 (Karte) | Bezeichnet mit 1909                                                    | Qualitätvoller Mietsbau, weitestgehend unverändert, baugeschichtlich von Bedeutung | 09203813 |
|                | Mietshaus in geschlossener Bebauung mit Vorgarten | Geibelstraße 5 (Karte) | 1908                                                                   | Anspruchsvoll gestalteter Mietsbau, Deckenstuck im Vestibül, weitestgehend unverändert, baugeschichtlich von Bedeutung | 09203814 |
|                | Mietshaus in geschlossener Bebauung mit Vorgarten | Geibelstraße 7 (Karte) | Bezeichnet mit 1908                                                    | Reich dekorierter Bau in gutem Originalzustand, baugeschichtlich von Bedeutung | 09203827 |
|                | Mietshaus in geschlossener Bebauung in Ecklage und Vorgarten | Geibelstraße 8 (Karte) | 1909                                                                   | Mit Laden, zeittypischer Mietsbau, städtebauliche Situation durch markantes Eckmotiv wirkungsvoll umgesetzt, baugeschichtlich von Bedeutung | 09203963 |
|                | Mietshaus in geschlossener Bebauung mit Vorgarten | Geibelstraße 9 (Karte) | 1909                                                                   | Zeittypischer Bau in Klinkermischbauweise mit gutem originalem Bestand, baugeschichtlich von Bedeutung | 09203826 |
|                | Mietshaus in geschlossener Bebauung mit Vorgarten | Geibelstraße 11 (Karte) | 1908                                                                   | Zeittypischer, schlicht gestalteter Bau in Klinkermischbauweise, baugeschichtlich von Bedeutung | 09203823 |
|                | Mietshaus in geschlossener Bebauung mit Vorgarten | Geibelstraße 13 (Karte) | 1910                                                                   | Zeittypischer Putzbau in gutem Originalzustand, baugeschichtlich von Bedeutung | 09203822 |
|                | Mietshaus in geschlossener Bebauung mit Vorgarten | Geibelstraße 14 (Karte) | 1910                                                                   | Qualitätvoller Mietsbau mit symmetrischer Fassadengliederung und nuanciertem Putzdekorsystem, baugeschichtlich von Bedeutung | 09203914 |
|                | Mietshaus in halboffener Bebauung mit Vorgarten | Geibelstraße 15 (Karte) | 1911                                                                   | Zeittypischer Putzbau mit qualitätvollem Fassadendekor, baugeschichtlich von Bedeutung | 09203821 |
|                | Mietshaus in geschlossener Bebauung mit Vorgarten | Geibelstraße 16 (Karte) | 1910                                                                   | Qualitätvoller Mietsbau mit symmetrischer Fassadengliederung und zurückhaltendem Putzdekor, baugeschichtlich von Bedeutung | 09203913 |
|                | Mietshaus in geschlossener Bebauung in Ecklage, mit Vorgarten | Geibelstraße 18 (Karte) | 1913                                                                   | Zeittypischer Mietbau mit symmetrischer Fassadengliederung und zurückhaltendem Dekor, städtebaulich von Bedeutung als Eckbau an platzartig aufgeweiteter Straßenkreuzung, abschließender Teil einer einheitlich gestalteten Gründerzeitzeile, auch baugeschichtlich von Bedeutung | 09203955 |
| Weitere Bilder | Gartenstadt Gartenstadt Gablenz-Siedlung (Sachgesamtheit) | Geibelstraße 19–103 (Anger 1, 3, 5; Blumensteig 1–4; Charlottenstraße 108, 110; Hochrain 15, 17, 19, 22, 22a, 24; Krumme Zeile 1–42; Lindenhain 1–7, 9; Postweg 1–8; Rotdorn 4, 6, 8, 10) (Karte) | 1915–1930, mehrere Bauabschnitte                                       | Sachgesamtheit Gartenstadt Gablenz-Siedlung: bestehend aus straßenbegleitenden Wohnhauszeilen und Kopfbauten an der Charlottenstraße sowie einem Brunnen vor Hausnummer 39–45 (alle Einzeldenkmale, siehe auch unter Blumensteig 1/3, 09302866, Charlottenstraße 108/110, 09203798, Geibelstraße 19–103, 09203797, Hochrain 19, 09203800 und Postweg 5/7, 09203799) sowie Wohngrün mit Mietergärten (Sachgesamtheitsteile), weiterhin Vorgärten und eine platzartige Aufweitung des Straßenraums mit Pergolen (Gartendenkmal) und als weitere Sachgesamtheitsteile folgende Siedlungsbauten, zum Teil mit Vorgärten: Anger 1/3/5, Blumensteig 2/4, Hochrain 15/17, 22a und 22/24, Krumme Zeile 1–9 (ungerade), 4–30 (gerade), 11–23 (ungerade), 27–41 (ungerade), 32–38 (gerade) und 40/42, Lindenhain 1/3, 2/4, 6 und 5/7/9, Postweg 1/3, 2/4, 4a, 4b und 6/8 sowie Rotdorn 4–10 (gerade). In zwei Bauabschnitten von der Allgemeinen Baugenossenschaft für Chemnitz und Umgebung, der ältesten Chemnitzer Baugenossenschaft, errichtet, eindrucksvolle städtebauliche Komposition, straßenbegleitende Zeilen in Anpassung an sanft bewegtes Geländerelief, akzentuiert durch Kopfbauten an der Charlottenstraße und durch zentrale Platzanlage, traditionalistische Formensprache, baugeschichtlich, stadtentwicklungsgeschichtlich, sozialgeschichtlich und städtebaulich von Bedeutung. | 09301604 |
| Weitere Bilder | Mehrere Wohnblöcke entlang der Geibelstraße und Brunnen vor dem Wohnblock Geibelstraße 39–45 (Einzeldenkmale der Sachgesamtheit 09301604) | Geibelstraße 19–103 (Karte) | Erste Bauphase ab 1915 (Wohnblöcke); 1911–1912 (Brunnenaufsatz)        | Einzeldenkmale der Sachgesamtheit Gartenstadt Gablenz-Siedlung; Ensemble architektonisch anspruchsvoll gestalteter Mehrfamilienwohnhäuser von sozialgeschichtlichem, baugeschichtlichem, baukünstlerischem und städtebaulichem Wert. Der Brunnen stand ursprünglich auf dem Getreidemarkt und wurde beim Bau des Umformwerks an den heutigen Standort versetzt. | 09203797 |
| Weitere Bilder | Mietshaus (mit drei Eingängen, ehemalige Offizierswohnungen einer Kaserne) | Geibelstraße 214, 216, 218 (Karte) | 1918 fertiggestellt                                                    | Anspruchsvoll gestalteter, symmetrisch gegliederter Wohnbau, sparsamer Bauschmuck weitestgehend original, ehemals Teil einer Kaserne, zusammengehörig mit Liselotte-Herrmann-Straße 1–15, ortsgeschichtlich und baugeschichtlich von Bedeutung | 09203972 |
| Weitere Bilder | Zwei durch Steinbögen verbundene Mehrfamilienwohnhäuser (Nr. 1/3 und Nr. 2/4) eines Wohnhofes, genannt Georgenhof (Einzeldenkmale der Sachgesamtheit 09203305) | Georgenhof 1–4 (Karte) | 1925–1926                                                              | Einzeldenkmale der Sachgesamtheit Kriegersiedlung Ostheim mit „Georgenhof“; zeittypische Putzbauten, Anklang an den expressionistischen Stil, von baugeschichtlicher und städtebaulicher Bedeutung | 09203319 |
| Weitere Bilder | Zwei Wohnblöcke (Nr. 1/3/5 und Nr. 2/4/6) einer Wohnanlage (Einzeldenkmale der Sachgesamtheit 09302606) | Grüner Winkel 1–6 (Karte) | 1925 und später                                                        | Einzeldenkmale der Sachgesamtheit Siedlung Clausstraße; qualitätvolles Beispiel genossenschaftlichen Wohnungsbaus um 1930, siehe auch unter Clausstraße 89–115, Carl-von-Ossietzky-Straße 44–50, Frühlichtweg 1/3, Heimgarten 1–6, städtebaulich und baugeschichtlich von Bedeutung | 09205735 |
| Weitere Bilder | Zwei Wohnblöcke (Nr. 1/3/5 und Nr. 2/4/6) einer Wohnanlage (Einzeldenkmale der Sachgesamtheit 09302606) | Heimgarten 1–6 (Karte) | 1925 und später                                                        | Einzeldenkmale der Sachgesamtheit Siedlung Clausstraße; qualitätvolles Beispiel genossenschaftlichen Wohnungsbaus um 1930, siehe auch unter Carl-von-Ossietzky-Straße 44–50, Clausstraße 89–115, Frühlichtweg 1/3, Grüner Winkel 1–6, städtebaulich und baugeschichtlich von Bedeutung | 09205747 |
| Weitere Bilder | Siedlung Heimgarten (Sachgesamtheit) | Heimgarten 40–48 (gerade), 49–100, 102–124 (gerade), Zschopauer Straße 213–249d (Karte) | 1926–1928                                                              | Sachgesamtheit Siedlung Heimgarten: bestehend aus 26 Mehrfamilienwohnhäusern und vier Einfamilienreihenhäusern (alle Einzeldenkmale, siehe 09203339 und 09301663), mit Vorgärten, Wohnhöfen und Gärten sowie Pergolen und zwei Gartenpavillons (Gartendenkmal). Eine der bedeutendsten unter den traditionalistischen Wohnanlagen in Chemnitz, entstanden für die Gemeinnützige Bau- und Siedlungs-A.G. „Heimat“ im Auftrag des Gewerkschaftsbundes der Angestellten nach Entwurf der Chemnitzer Architekten Gerber & Kerner, städtebauliche Anordnung in kurzen, nord-südlich orientierten Zeilen, zwischen denen sich Höfe bilden, expressionistische und barockisierende Detailformen, bemerkenswerte Freiflächengestaltung durch Pergolen, plastischen Schmuck und symmetrische Baumpflanzung, die gesamte Siedlung nahezu unverändert und in gutem Zustand, baugeschichtlich, sozialgeschichtlich, gartenkünstlerisch und städtebaulich von Bedeutung | 09203337 |
| Weitere Bilder | 26 Wohnblöcke mit mehreren Eingängen (Mehrfamilienhäuser, Nr. 42/44/46, Nr. 47/49/51, 53/55, 57, 59/61, 63, 65/67, 69, 71/73, 75, 77/79, 81/83, 85, 87/89, 91–97 (ungerade), Nr. 104–110 (gerade) zusammen mit Zschopauer Straße 247c–247e, Nr. 112/114/116, Nr. 118–124 (gerade) zusammen mit Zschopauer Straße 249c/249d) sowie vier Einfamilienreihenhäuser (Nr. 48–66, 68–78, 80-90, 92–102, gerade) mit insgesamt 28 Einfamilienhäusern (Einzeldenkmale der Sachgesamtheit 09203337) | Heimgarten 40–48 (gerade), 49–100, 102–124 (gerade) (Karte) | 1926–1928                                                              | Einzeldenkmale der Sachgesamtheit Siedlung Heimgarten; eine der bedeutendsten unter den traditionalistischen Wohnanlagen in Chemnitz, entstanden für die Gemeinnützige Bau- und Siedlungs-A.G. „Heimat“ im Auftrag des Gewerkschaftsbundes der Angestellten nach Entwurf der Chemnitzer Architekten Gerber und Kerner, städtebauliche Anordnung in kurzen, nord-südlich orientierten Zeilen, zwischen denen sich Höfe bilden, expressionistische und barockisierende Detailformen, bemerkenswerte Freiflächengestaltung durch Pergolen, plastischen Schmuck und symmetrische Baumpflanzung, die gesamte Siedlung nahezu unverändert und in gutem Zustand,zeittypische Siedlungshäuser, stilistisch durch die Gartenstadtbewegung und den Heimatstil beeinflusst, von baugeschichtlicher, sozialgeschichtlicher, stadtentwicklungsgeschichtlicher, technikgeschichtlicher und städtebaulicher Bedeutung | 09301663 |
| Weitere Bilder | Vier (ehemals fünf) Wohnblöcke einer Wohnanlage (Einzeldenkmale der Sachgesamtheit 09203251) | Heimgarten 126–148 (gerade) (Karte) | 1929–1931                                                              | Einzeldenkmale der Sachgesamtheit Siedlung Pappelhof; eine der herausragenden Siedlungen der 1920er Jahre in Chemnitz, nirgendwo sind Prinzipien des „Neuen Bauens“ deutlicher angewandt als hier, an der städtebaulichen Konzeption vermutlich Stadtbaurat Fred Otto beteiligt, Bauherr war die stadteigene „Wohnhausbau Chemnitz G.m.b.H.“, ortsgeschichtlich, städtebaulich und baugeschichtlich von Bedeutung | 09302682 |
| Weitere Bilder | Wohnhaus (mit Geibelstraße 90 baulich verbunden) der Gartenstadt Gablenz-Siedlung | Hochrain 19 (Karte) | Um 1920                                                                | Einzeldenkmal der Sachgesamtheit Gartenstadt Gablenz-Siedlung; von der Allgemeinen Baugenossenschaft für Chemnitz und Umgebung, der ältesten Chemnitzer Baugenossenschaft, errichtet, zeittypischer Putzbau von baugeschichtlichem, sozialgeschichtlichem und städtebaulichem Wert | 09203800 |
|                | Mietshaus in geschlossener Bebauung konzipiert | Kantstraße 52 (Karte) | 1907                                                                   | Einfacher Mietsbau mit qualitätvollem Bauschmuck, symmetrische Fassadengliederung, baugeschichtlich von Bedeutung | 09203892 |
|                | Mietshaus in geschlossener Bebauung | Kantstraße 54 (Karte) | 1907                                                                   | Mietshaus von guter Qualität, straffe Fassadengliederung, weitestgehend unverändert, baugeschichtlich von Bedeutung | 09203891 |
|                | Mietshaus in ehemals geschlossener Bebauung | Kantstraße 56 (Karte) | 1906                                                                   | Qualitätvoller Mietsbau mit bemerkenswerter malerischer Dekoration im Vestibül und im Treppenhaus, baugeschichtlich von Bedeutung | 09203890 |
|                | Mietshaus in geschlossener Bebauung konzipiert | Kantstraße 57 (Karte) | 1905                                                                   | Einfacher, gut erhaltener Mietsbau, qualitätvoller Bauschmuck, baugeschichtlich von Bedeutung | 09203893 |
|                | Mietshaus in geschlossener Bebauung | Kantstraße 59 (Karte) | 1906                                                                   | Einfacher Mietbau mit qualitätvollem Fassadendekor, Teil der relativ geschlossen erhaltenen Gründerzeitbebauung der Kantstraße, baugeschichtlich von Bedeutung | 09203906 |
|                | Mietshaus in geschlossener Bebauung konzipiert | Kantstraße 60 (Karte) | 1911                                                                   | Qualitätvoller Mietbau, straffe, vertikal akzentuierte Fassadengliederung, weitestgehend unverändert, baugeschichtlich von Bedeutung | 09203900 |
|                | Mietshaus in vormals geschlossener Bebauung | Kantstraße 63 (Karte) | 1905                                                                   | Qualitätvoller Etagenwohnbau mit fein gegliederter Fassade, Teil der relativ geschlossen erhaltenen Gründerzeitbebauung der Kantstraße, baugeschichtlich von Bedeutung | 09203896 |
|                | Mietshaus in geschlossener Bebauung | Kantstraße 65 (Karte) | 1904                                                                   | Qualitätvoller Etagenwohnbau mit akzentuiert dekorierter Fassade in neobarocken Formen, Teil der relativ geschlossen erhaltenen Gründerzeitbebauung der Kantstraße, baugeschichtlich von Bedeutung | 09203895 |
|                | Mietshaus in vormals geschlossener Bebauung | Kantstraße 71 (Karte) | 1912                                                                   | Qualitätvoller Mietsbau mit symmetrischer Fassadengliederung und zurückhaltendem, aber feinem Dekor, baugeschichtlich von Bedeutung | 09203932 |
|                | Mietshaus in geschlossener Bebauung | Kantstraße 73 (Karte) | 1914                                                                   | Schlichter Mietbau mit zurückhaltendem Putzdekor, baugeschichtlich von Bedeutung | 09203933 |
|                | Mietshaus in geschlossener Bebauung | Kantstraße 75 (Karte) | 1912                                                                   | Schlichter Mietbau mit symmetrischer Fassadengliederung, zurückhaltender, aber feiner Dekor, bemerkenswerte Ausstattung des Vestibüls, baugeschichtlich von Bedeutung | 09203934 |
|                | Mietshaus in halboffener Bebauung mit Vorgarten | Kaulbachstraße 4 (Karte) | 1910                                                                   | Qualitätvoller Mietsbau mit symmetrischer Fassadengliederung, zurückhaltender Dekor, Teil einer geschlossenen zeitgenössischen Straßenrandbebauung, baugeschichtlich von Bedeutung | 09203928 |
|                | Mietshaus in geschlossener Bebauung mit Vorgarten | Kaulbachstraße 6 (Karte) | 1909 laut Auskunft                                                     | Qualitätvoller Mietsbau in Klinkermischbauweise, Teil einer geschlossenen zeitgenössischen Straßenrandbebauung, symmetrische Fassadengliederung, zurückhaltendes Dekorsystem, gut erhaltenes Treppenhaus, baugeschichtlich von Bedeutung | 09203927 |
|                | Mietshaus in geschlossener Bebauung mit Vorgarten | Kaulbachstraße 8 (Karte) | 1910                                                                   | Zeittypischer Mietsbau, Teil einer geschlossen erhaltenen Straßenrandbebauung, baugeschichtlich von Bedeutung | 09203807 |
|                | Mietshaus in halboffener Bebauung mit Vorgarten | Kaulbachstraße 10 (Karte) | 1909                                                                   | Zeittypischer Mietsbau, Teil einer geschlossenen zeitgenössischen Straßenrandbebauung, baugeschichtlich von Bedeutung | 09203806 |
|                | Mietshaus in geschlossener Bebauung | Kreherstraße 4 (Karte) | 1907                                                                   | Zeittypischer Bau in Klinkermischbauweise, baugeschichtlich von Bedeutung | 09203824 |
|                | Mietshaus in geschlossener Bebauung | Kreherstraße 6 (Karte) | 1907                                                                   | Qualitätvoller Bau in Klinkermischbauweise, baugeschichtlich von Bedeutung | 09203825 |
|                | Mietshaus in geschlossener Bebauung | Kreherstraße 8 (Karte) | 1905                                                                   | Qualitätvoller Mietsbau mit markantem Bauschmuck, bemerkenswerte malerische Ausstattung im Vestibül, baugeschichtlich von Bedeutung | 09203812 |
|                | Mietshaus in geschlossener Bebauung | Kreherstraße 9 (Karte) | 1906                                                                   | Qualitätvoller Mietbau mit fein nuanciertem Dekorsystem, baugeschichtlich von Bedeutung | 09203902 |
|                | Mietshaus in geschlossener Bebauung | Kreherstraße 10 (Karte) | 1905                                                                   | Qualitätvoller Mietsbau in Jugendstilformen, baugeschichtlich von Bedeutung | 09203811 |
|                | Mietshaus in geschlossener Bebauung | Kreherstraße 11 (Karte) | 1906                                                                   | Qualitätvoller Mietbau mit symmetrischem Fassadenaufbau und reichem, fein nuanciertem Dekorsystem, baugeschichtlich von Bedeutung | 09203901 |
|                | Mietshaus in geschlossener Bebauung | Kreherstraße 12 (Karte) | 1905                                                                   | Qualitätvoller Mietsbau, symmetrische Fassadengliederung, baugeschichtlich von Bedeutung | 09203810 |
|                | Mietshaus in geschlossener Bebauung; | Kreherstraße 13 (Karte) | 1906                                                                   | Qualitätvoller Mietbau mit symmetrisch aufgebauter Fassade und sparsamem Dekor, baugeschichtlich von Bedeutung | 09203905 |
|                | Mietshaus in ehemals geschlossener Bebauung | Kreherstraße 14 (Karte) | 1906                                                                   | Anspruchsvoll gestalteter Mietsbau mit reichem Bauschmuck, baugeschichtlich von Bedeutung | 09203809 |
| Weitere Bilder | Mietshaus in geschlossener Bebauung | Kreherstraße 15 (Karte) | 1906                                                                   | Gut erhaltener Mietbau mit symmetrischer Gliederung und sparsamem Fassadendekor, baugeschichtlich von Bedeutung | 09203904 |
| Weitere Bilder | Wohnhauszeile mit Vorgarten und Pflasterung vor Nr. 86 | Kreherstraße 80, 82, 84, 86 (Karte) | Um 1930                                                                | Anspruchsvoll gestaltete Wohnanlage mit markanten expressionistischen Gliederungsmotiven in Backstein, städtebaulich und baugeschichtlich von Bedeutung | 09203974 |
| Weitere Bilder | Schule mit Turnhalle, Vorgarten und Einfriedungsmauer sowie Schulhof mit Bronzestatue „Diskuswerfer“ | Kreherstraße 101 (Karte) | 1927–1930 (Schule); Ende 1920er Jahre (Bronzestatue Diskuswerfer)      | Bedeutendster Schulbau der 1920er Jahre in Chemnitz, wichtiges Werk des Architekten Friedrich Wagner-Poltrock, weitgehend der Neuen Sachlichkeit angenäherte Stilsprache, außen und innen nahezu unverändert, ortsgeschichtlich, künstlerisch und baugeschichtlich von Bedeutung | 09203973 |
| Weitere Bilder | Sieben Wohnblöcke einer Wohnanlage, davon drei Wohnblöcke mit turmartigen Kopfbauten (Einzeldenkmale der Sachgesamtheit 09203251) | Kreherstraße 120–160 (gerade) (Karte) | 1929–1931                                                              | Einzeldenkmale der Sachgesamtheit Siedlung Pappelhof; eine der herausragenden Siedlungen der 1920er Jahre in Chemnitz, nirgendwo sind Prinzipien des „Neuen Bauens“ deutlicher angewandt als hier, an der städtebaulichen Konzeption vermutlich Stadtbaurat Fred Otto beteiligt, Bauherr war die stadteigene „Wohnhausbau Chemnitz G.m.b.H.“, ortsgeschichtlich, städtebaulich und baugeschichtlich von Bedeutung | 09302683 |
| Weitere Bilder | Wohnanlage (ehemals für Mannschaftsunterkünfte einer Kaserne), mit Vorgarten | Liselotte-Herrmann-Straße 1–15 (ungerade) (Karte) | 1918 fertiggestellt                                                    | Ehemals Teil einer Kaserne, beeindruckende, schlossartige Gesamtanlage auf bemerkenswertem, mäandrierendem Grundriss, barocke Stilmotive, dreibogige Durchfahrt beherrscht die Mittelachse, zur Kaserne ehemals zusammengehörig mit Geibelstraße 214–218, ortsgeschichtlich und baugeschichtlich von Bedeutung | 09203971 |
| Weitere Bilder | Villenartiges Wohnhaus mit Garten | Pfarrstraße 1 (Karte) | Ende 19. Jahrhundert                                                   | Einfacher, kubischer Wohnbau der Gründerzeit, städtebauliche Bedeutung als Pendant zur Schule (Adelsbergstraße 90), vermutlich ehemaliges Pfarrhaus, baugeschichtlich und ortsgeschichtlich von Bedeutung | 09203965 |
| Weitere Bilder | Andreaskirche mit Ausstattung, vorgelagerter Treppenanlage und Kirchplatz | Pfarrstraße 2 (Karte) | 1888/1889                                                              | Neogotischer Backsteinbau mit steilaufragendem Westturm in städtebaulich beherrschender Lage auf einer kleinen Erhebung, ortsgeschichtlich, ortsbildprägend und baugeschichtlich von Bedeutung | 09203919 |
| Weitere Bilder | St.-Andreas-Friedhof Gablenz (Sachgesamtheit) | Pfarrstraße 29 (Karte) | 1867 Erstbelegung                                                      | Sachgesamtheit St.-Andreas-Friedhof Gablenz, mit den Einzeldenkmalen: Aussegnungshalle und Grabmal Familie Thiele (siehe 09203956) sowie der gärtnerisch gestalteten Friedhofsanlage (Gartendenkmal); einfache Anlage mit regelmäßigem Wegesystem auf unregelmäßig geschnittenem Grundstück mit gründerzeitlicher Aussegnungshalle, gartenhistorisch und ortsgeschichtlich von Bedeutung | 09302788 |
| Weitere Bilder | Aussegnungshalle und Grabmal Familie Thiele (Einzeldenkmale der Sachgesamtheit 09302788) | Pfarrstraße 29 (Karte) | Um 1870 (Aufbahrungshalle); um 1910 (Grabmal)                          | Einzeldenkmale der Sachgesamtheit St.-Andreas-Friedhof Gablenz; gründerzeitliche Aussegnungshalle, ortsgeschichtlich von Bedeutung | 09203956 |
| Weitere Bilder | Wohnhaus (zwei Hausnummern, mit Geibelstraße 58 baulich verbunden) der Gartenstadt Gablenz-Siedlung (Einzeldenkmal der Sachgesamtheit 09301604) | Postweg 5, 7 (Karte) | Um 1920                                                                | Einzeldenkmal der Sachgesamtheit Gartenstadt Gablenz-Siedlung; von der Allgemeinen Baugenossenschaft für Chemnitz und Umgebung, der ältesten Chemnitzer Baugenossenschaft, errichtet, zeittypischer Putzbau von baugeschichtlichem, sozialgeschichtlichem und städtebaulichem Wert | 09203799 |
|                | Einfriedungsmauer | Reineckerstraße 3 (bei) (Karte) | Ende 19. Jahrhundert                                                   | Mächtige Natursteinmauer auf ganzer Länge der Reineckerstraße zwischen Adelsbergstraße und Bernhardstraße, ortsgeschichtlich von Bedeutung | 09203882 |
|                | Mietshaus in geschlossener Bebauung mit Vorgarten | Reineckerstraße 25 (Karte) | 1914                                                                   | Einfacher Mietsbau mit original erhaltener Putzgliederung, Kachelschmuck und Stuckdekoration im Vestibül, baugeschichtlich von Bedeutung | 09203804 |
|                | Mietshaus in geschlossener Bebauung in Ecklage | Reineckerstraße 64 (Karte) | 1910                                                                   | Mit Laden, stattlicher Mietbau in markanter Ecklage an ansteigender Straße, lagebetonte Fassadengliederung, eleganter Dekor, baugeschichtlich von Bedeutung | 09203940 |
|                | Mietshaus in geschlossener Bebauung mit Vorgarten | Reineckerstraße 66 (Karte) | 1911                                                                   | Qualitätvoller Mietsbau mit belebter Fassadengliederung und zurückhaltendem Dekor, baugeschichtlich von Bedeutung | 09203929 |
|                | Mietshaus in geschlossener Bebauung mit Vorgarten | Reineckerstraße 68 (Karte) | 1911                                                                   | Qualitätvoller Mietsbau mit symmetrischer Fassadengliederung und differenziertem Dekor, baugeschichtlich von Bedeutung | 09203930 |
|                | Mietshaus in geschlossener Bebauung mit Vorgarten | Reineckerstraße 70 (Karte) | 1914                                                                   | Zeittypischer Mietsbau mit ausgewogener Fassadengliederung, Kachelschmuck und Deckenstuck im Vestibül, baugeschichtlich von Bedeutung | 09203805 |
| Weitere Bilder | Siedlung Pappelhof (Sachgesamtheit) | Sachsenring 6–46 (gerade), Heimgarten 126–148 (gerade), Kreherstraße 120–160 (gerade) (Karte) | 1929–1931                                                              | Sachgesamtheit Siedlung Pappelhof: Wohnanlage, bestehend aus 18 (ehemals 19) Wohnblöcken, davon neun Wohnblöcke mit turmartigen Kopfbauten zum Innenhof des Pappelhofes (siehe Heimgarten 126-148, 09302682, Kreherstraße 120-160, 09302683, Sachsenring 6-46, 09302681) sowie Wohngrün und Allee entlang der Straße Sachsenring (Gartendenkmal). Eine der herausragenden Siedlungen der 1920er Jahre in Chemnitz, nirgendwo sind Prinzipien des „Neuen Bauens“ deutlicher angewandt als hier, an der städtebaulichen Konzeption vermutlich Stadtbaurat Fred Otto beteiligt, Bauherr war die stadteigene „Wohnhausbau Chemnitz G.m.b.H.“, sehr beeindruckende Gesamtwirkung, ursprünglich im zentralem Hofbereich Mietergärten (verloren gegangen), baugeschichtlich, sozialgeschichtlich, baukünstlerisch und gartenkünstlerisch sowie städtebaulich von Bedeutung. | 09203251 |
| Weitere Bilder | Sieben Wohnblöcke einer Wohnanlage, davon sechs Wohnblöcke mit turmartigen Kopfbauten (Einzeldenkmale der Sachgesamtheit 09203251) | Sachsenring 6–46 (gerade) (Karte) | 1929–1931                                                              | Einzeldenkmale der Sachgesamtheit Siedlung Pappelhof; eine der herausragenden Siedlungen der 1920er Jahre in Chemnitz, nirgendwo sind Prinzipien des „Neuen Bauens“ deutlicher angewandt als hier, an der städtebaulichen Konzeption vermutlich Stadtbaurat Fred Otto beteiligt, Bauherr war die stadteigene „Wohnhausbau Chemnitz G.m.b.H.“, ortsgeschichtlich, städtebaulich und baugeschichtlich von Bedeutung | 09302681 |
| Weitere Bilder | Wohnhauszeile „Weiße Wand“ (Sachgesamtheit) | Sachsenring 15–51 (ungerade), Kreherstraße 104–118 (gerade) (Karte) | 1929–1930                                                              | Sachgesamtheit Wohnhauszeile „Weiße Wand“, mit folgenden Einzeldenkmalen: Fünf Mehrfamilienhäuser mit insgesamt 19 Eingängen (siehe 09302680), weiterhin folgendem Sachgesamtheitsteil: Wohnhaus in der Kreherstraße mit acht Eingängen sowie die Allee entlang des Sachsenrings (Gartendenkmal). Markantes Beispiel des Neuen Bauens der 1920er Jahre und des sozialen Wohnungsbaus in Chemnitz, vermutlich basierend auf der städtebaulichen Konzeption des Stadtbaurats Fred Otto, im Auftrag der stadteigenen „Wohnhausbau Chemnitz G.m.b.H.“ erbaut, städtebaulich und baugeschichtlich von Bedeutung. | 09203283 |
| Weitere Bilder | Fünf Mehrfamilienhäuser mit insgesamt 19 Eingängen | Sachsenring 15–51 (ungerade) (Karte) | 1929–1930                                                              | Einzeldenkmale der Sachgesamtheit Wohnhauszeile „Weiße Wand“; markantes Beispiel des Neuen Bauens der 1920er Jahre und des sozialen Wohnungsbaus in Chemnitz, vermutlich basierend auf der städtebaulichen Konzeption des Stadtbaurats Fred Otto, im Auftrag der stadteigenen „Wohnhausbau Chemnitz G.m.b.H.“ erbaut, städtebaulich und baugeschichtlich von Bedeutung. | 09302680 |
| Weitere Bilder | Wasserwerk mit Wohn- und Verwaltungsgebäude, Betriebsgebäuden und Hochbehälter | Zschopauer Straße 209 (Karte) | Bezeichnet mit 1900                                                    | Gut erhaltenes Beispiel eines historischen Gebäudekomplexes der innerstädtischen Wassergewinnung und -versorgung, gründerzeitliche Klinkerbauten, ortsgeschichtlich von Bedeutung | 09203959 |
| Weitere Bilder | Zehn Wohnblöcke mit mehreren Eingängen von insgesamt 26 Wohnblöcken (Mehrfamilienhäuser, Nr. 213/215/217, 219/221, 223/225/227, 229/231/233, 235/237/239, 241/243/245, 247/247a/247b, Nr. 247c/247d/247e mit Heimgarten 104–110, Nr. 249/249a/249b, Nr. 249c/249d mit Heimgarten 118-124), Einzeldenkmale der Sachgesamtheit 09203337 | Zschopauer Straße 213–247 (ungerade); 247a–249d (Karte) | 1926–1928                                                              | Einzeldenkmale in der Sachgesamtheit Siedlung Heimgarten; eine der bedeutendsten unter den traditionalistischen Wohnanlagen in Chemnitz, entstanden für die Gemeinnützige Bau- und Siedlungs-A.G. „Heimat“ im Auftrag des Gewerkschaftsbundes der Angestellten nach Entwurf der Chemnitzer Architekten Gerber & Kerner, städtebauliche Anordnung in kurzen, nord-südlich orientierten Zeilen, zwischen denen sich Höfe bilden, expressionistische und barockisierende Detailformen, bemerkenswerte Freiflächengestaltung durch Pergolen, plastischen Schmuck und symmetrische Baumpflanzung, die gesamte Siedlung nahezu unverändert und in gutem Zustand, zeittypische Siedlungshäuser, durch Gartenstadtbewegung und Heimatstil beeinflusste Siedlungsteile, von baugeschichtlicher, sozialgeschichtlicher, stadtentwicklungsgeschichtlicher und städtebaulicher Bedeutung | 09203339 |

## Ehemalige Denkmäler
| Bild                                    | Bezeichnung                                   | Lage                              | Datierung | Beschreibung | ID       |
| --------------------------------------- | --------------------------------------------- | --------------------------------- | --------- | --- | -------- |
|                                         | Turnhalle                                     | Adelsbergstraße 36 (Karte)        | 1903      | Erhalten, Streichung aus der Denkmalliste 2010 |          |
|                                         | Wohnhaus                                      | Adelsbergstraße 38 (Karte)        | Vor 1901  | Erhalten, Streichung aus der Denkmalliste vor 2010 |          |
| Direkt Bild zu diesem Denkmal hochladen | Mietshaus                                     | Augustusburger Straße 106 (Karte) | Um 1900   | Mietshaus in vormals geschlossener Bebauung; einfacher Mietbau mit symmetrisch gegliederter, zurückhaltend dekorierter Fassade in Neorenaissance-Formen. Ende 2010 abgerissen. | 09203899 |
| Weitere Bilder                          | Mietshaus und Laden                           | Fichtestraße 33 (Karte)           | 1907      | Ende 2014 abgerissen, Streichung aus der Denkmalliste 2010 |          |
|                                         | Mietshaus                                     | Fichtestraße 47 (Karte)           | 1909      | Saniert, Streichung aus der Denkmalliste 2010 |          |
| Direkt Bild zu diesem Denkmal hochladen | Ländliches Wohnhaus                           | Gablenzer Straße 43 (Karte)       | Vor 1901  | Ehemals Armenhaus. Abgerissen zwischen 2001 und 2006, Streichung aus der Denkmalliste vor 2010.                                                                                |          |
| Direkt Bild zu diesem Denkmal hochladen | Wohnanlage mit Vorgarten Siedlung „Pappelhof“ | Heimgarten 99–107 (Karte)         | 1928–1930 | 2008 abgerissen, ehemals Eigentum der GGG. Streichung aus der Denkmalliste vor 2010.                                                                                           |          |

## Tabellenlegende
- Bild: Bild des Kulturdenkmals, ggf. zusätzlich mit einem Link zu weiteren Fotos des Kulturdenkmals im Medienarchiv Wikimedia Commons. Wenn man auf das Kamerasymbol klickt, können Fotos zu Kulturdenkmalen aus dieser Liste hochgeladen werden:
- Bezeichnung: Denkmalgeschützte Objekte und ggf. Bauwerksname des Kulturdenkmals
- Lage: Straßenname und Hausnummer oder Flurstücknummer des Kulturdenkmals. Die Grundsortierung der Liste erfolgt nach dieser Adresse. Der Link (Karte) führt zu verschiedenen Kartendiensten mit der Position des Kulturdenkmals. Fehlt dieser Link, wurden die Koordinaten noch nicht eingetragen. Sind diese bekannt, können sie über ein Tool mit einer Kartenansicht einfach nachgetragen werden. In dieser Kartenansicht sind Kulturdenkmale ohne Koordinaten mit einem roten bzw. orangen Marker dargestellt und können durch Verschieben auf die richtige Position in der Karte mit Koordinaten versehen werden. Kulturdenkmale ohne Bild sind an einem blauen bzw. roten Marker erkennbar.
- Datierung: Baubeginn, Fertigstellung, Datum der Erstnennung oder grobe zeitliche Einordnung entsprechend des Eintrags in der sächsischen Denkmaldatenbank
- Beschreibung: Kurzcharakteristik des Kulturdenkmals entsprechend des Eintrags in der sächsischen Denkmaldatenbank, ggf. ergänzt durch die dort nur selten veröffentlichten Erfassungstexte oder zusätzliche Informationen
- ID: Vom Landesamt für Denkmalpflege Sachsen vergebene, das Kulturdenkmal eindeutig identifizierende Objekt-Nummer. Der Link führt zum PDF-Denkmaldokument des Landesamtes für Denkmalpflege Sachsen. Bei ehemaligen Kulturdenkmalen können die Objektnummern unbekannt sein und deshalb fehlen bzw. die Links von aus der Datenbank entfernten Objektnummern ins Leere führen. Ein ggf. vorhandenes Icon  führt zu den Angaben des Kulturdenkmals bei Wikidata.